# David Shields
David Shields (Los Ángeles, 22 de julio de 1956) es un profesor y escritor estadounidense de ficción y no ficción, autor de Hambre de realidad (2010).

## Biografía
Nacido en Los Ángeles en 1956, se graduó magna cum laude en literatura inglesa por la Universidad de Brown en 1978. En 1980, obtuvo una Maestría en Ficción, con honores, del Taller de Escritores de la Universidad de Iowa. Vive en Seattle con su esposa y su hija.

## Trayectoria
Su primera novela, Heroes, se publicó en 1984. De 1985 a 1988 fue profesor asistente visitante en la Universidad de St. Louis. Lawrence en Canton, Nueva York. En 1989 publicó su segunda novela, Lenguas muertas, un libro sobre un niño que tartamudea tanto que adora las palabras. El tercer libro de Shields, Drowning: A Novel in Stories (1992), marcó el comienzo de su cambio de la ficción literaria al collage, una mezcla de géneros entre el ensayo y la autobiografía. Este cambio continuó y se profundizó en libros como Remote: Reflections on Life in the Shadow of Celebrity (1996), Black Planet: Facing Race During an NBA Season (1999), Enough About You: Notes Toward the New Autobiography (2002) y The Thing About Life Is That One Day You'll Be Dead (Lo que pasa con la vida es que un día estarás muerto, 2008). El siguiente libro de Shields, Hambre de realidad (Reality Hunger, 2010), aboga por la eliminación de las distinciones de género, la revocación de las leyes de apropiación, así como la creación de nuevas formas de un nuevo milenio.
Shields es un académico distinguido Milliman residente en la Universidad de Washington . También es miembro del cuerpo docente del Programa MFA para escritores del Warren Wilson College.

## Obras
- I Think You're Totally Wrong, junto a Caleb Powell, Knopf, 2015.
- Salinger, junto a Shane Salerno, Simon & Schuster, 2013.
- How Literature Saved My Life, Knopf, 2013.
- Fakes, junto a Matthew Vollmer, W.W. Norton, 2012.
- The Inevitable: Contemporary Writers Confront Death, junto a Bradford Morrow, W.W. Norton, 2011.
- Hambre de realidad, Knopf, 2010.
- The Thing About Life Is That One Day You'll Be Dead, Knopf, 2008.
- Body Politic: The Great American Sports Machine, Simon & Schuster, 2004.
- Enough About You: Adventures in Autobiography, Simon & Schuster, 2002.
- "Baseball Is Just Baseball": The Understated Ichiro, TNI Books, 2001.
- Black Planet: Facing Race during an NBA Season, Crown, 1999.
- Remote: Reflections on Life in the Shadow of Celebrity, Knopf, 1996.
- Handbook for Drowning: A Novel in Stories, Knopf, 1992.
- Dead Languages: A Novel, Knopf 1989.
- Heroes: A Novel, Simon & Schuster, 1984.

## Premios
- Finalista, Premio del Círculo Nacional de Críticos de Libros, por Black Planet, 2000
- Finalista, Premio PEN USA, por Black Planet, 2000
- Premio PEN/Revson, 1992